# Stilofono
Lo stilofono (Stylophone) è uno strumento musicale elettronico di ridotte dimensioni. È formato da una tastiera metallica collegata attraverso un resistore ad un piccolo oscillatore interno a bassa tensione. La tastiera è controllata da una piccola penna elettronica (detta stilo, da cui il nome) il cui contatto con i tasti genera il suono.

## Storia
Lo stilofono è stato creato nel 1967 da Brian Jarvis. È stato venduto (tra i vari testimonial pubblicitari dello strumento vi era anche il musicista Rolf Harris) in circa tre milioni di esemplari sotto il marchio Dubreq, soprattutto come strumento musicale giocattolo. Lo strumento è stato utilizzato da diversi gruppi musicali o da musicisti nelle loro incisioni: tra questi vi sono per esempio David Bowie, per i brani Space Oddity, After All, Slip Away, i Kraftwerk, che lo hanno utilizzato nella prima versione di Taschenrechner per ottenere i bassi, e Tim Freese Greene (ex produttore dei Talk Talk), in alcune delle sue incisioni uscite con il nome di Heligoland. Anche i Queen ne fecero uso nella canzone Seven Seas Of Rhye, nell'album Queen 2.
Tra gli italiani che usano questo strumento vi è Morgan, che lo usa nei concerti e in alcune apparizioni televisive.